# 라켓보이즈
《라켓보이즈》은 2021년 10월 11일부터 2021년 12월 27일까지 방영중인 TvN의 예능 프로그램이다.

## 기획 의도
흥 넘치고, 잘 놀고, 잘 뛰는 청년들이 오직 '배드민턴'을 위해 모였다! 혹독한 훈련과 전국 각지 배드민턴 고수들과의 도장 깨기를 거쳐, 최종 목표인 전국 대회에 참가하기까지의 여정을 그린 배드민턴 새내기들의 도전기

## 출연자
- 이용대 - 감독
- 장수영 - 코치
- 장성규 - 회장
- 윤현민 - 주장
- 양세찬
- 윤두준
- 오상욱 (1회 ~ 4회[1], 7회 ~ 12회)
- 이찬원 (1회 ~ 4회[2], 7회 ~ 12회)
- 부승관
- 김민기
- 정동원

1. ↑  5회부터 스케줄 문제로 불참.
2. ↑  5회부터 스케줄 문제로 불참.